# Miss Caffeina
I Miss Caffeina sono un gruppo musicale spagnolo formatosi nel 2006 a Madrid.

## Storia del gruppo
Il nome del gruppo deriva da una canzone dei Buenas Noches Rose, dei quali Álvaro Navarro e Sergio Sastre, che hanno fondato i Miss Caffeina, erano fan. Tra il 2007 e il 2009 hanno pubblicato quattro EP autoprodotti e condivisi dal gruppo su Myspace: Destrucción creativa, En Marte, Carrusel e Magnética. Nel 2010 hanno pubblicato il primo album Imposibilidad del fenómeno con l'etichetta discografica Gigntik Records.
Nel 2013 è uscito il secondo album De polvo y flores, pubblicato con la Warner Music. Il disco ha raggiunto la decima posizione nella classifica ufficiale spagnola degli album. L'album successivo Detroit, pubblicato tre anni dopo, ha riscosso un maggior successo commerciale, raggiungendo la terza posizione nella classifica ufficiale spagnola degli album. La popolarità acquisita dal gruppo ha permesso loro di esibirsi in molti festival musicali spagnoli.
Nel 2018 è stato pubblicato l'album dal vivo Motor City Show, registrato alla fine dell'anno precedente durante i due concerti di fine tour a Madrid.
Nel 2019 è uscito il quarto album in studio, Oh Long Johnson, che ha raggiunto la vetta della classifica ufficiale spagnola degli album. Il tour che ha accompagnato l'uscita del disco è stato interrotto a causa della pandemia di COVID-19.
Nel 2022 è stato pubblicato il quinto album in studio, intitolato El año del tigre, che ha raggiunto la terza posizione nella classifica ufficiale spagnola degli album. L'anno successivo è uscito l'EP Shangáy Baby, anch'esso entrato in classifica in Spagna.
L'11 novembre 2023 i Miss Caffeina sono stati annunciati tra i partecipanti del Benidorm Fest 2024, il concorso canoro atto a selezionare il rappresentante spagnolo per l'Eurovision Song Contest 2024. Il gruppo è in gara con il brano Bla bla bla e si è esibito il 30 gennaio 2024 in occasione della prima semifinale. La canzone si è piazzata in quarta posizione, consentendo ai Miss Caffeina l'accesso alla finale del 3 febbraio.

## Formazione

### Attuale
- Alberto Jiménez – voce (2006-presente)
- Sergio Sastre – tastiere, chitarra, sintetizzatore (2006-presente)
- Antonio Poza – basso (2006-presente)

### Ex componenti
- Román Méndez – batteria (2006-2014)
- Álvaro Navarro – chitarra (2006-2022)

## Discografia

### Album in studio
- 2010 – Imposibilidad del fenómeno
- 2013 – De polvo y flores
- 2016 – Detroit
- 2019 – Oh Long Johnson
- 2022 – El año del tigre

### Album dal vivo
- 2018 – Motor City Show

### Extended play
- 2007 – Destrucción creativa
- 2008 – En Marte
- 2008 – Carrusel
- 2009 – Magnética
- 2023 – Shangáy Baby

### Singoli
- 2012 – Disfraces
- 2013 – Hielo T
- 2015 – Átomos dispersos
- 2016 – Mira cómo vuelo
- 2016 – Detroit
- 2016 – Ácido
- 2016 – Oh! Sana
- 2017 – Eres agua (en directo)
- 2018 – Merlí
- 2019 – Prende
- 2019 – Cola de pez (Fuego) (con Javiera Mena e La Casa Azul)
- 2019 – Dancetería (Aquí nadie sabe tu nombre) (con Varry Brava)
- 2020 – Reina
- 2021 – Punto muerto (con Ana Torroja)
- 2021 – Me voy
- 2021 – Por si
- 2021 – Autoayuda
- 2022 – Fuerte el aplauso
- 2022 – Dancetería (2/1/04) (con Varry Brava)
- 2023 – Para toda la vida
- 2023 – Y de repente
- 2023 – Sábado
- 2023 – Bla bla bla